# 100 årstider
100 årstider en svensk dramafilm från 2023. Filmen är regisserad av Giovanni Bucchieri som även skrivit filmens manus. Isabella Rodriguez och Daniel Oliva Andersson har producerat filmen.
Filmen hade världspremiär på Rotterdam International Film Festival  2023 och hade biopremiär i Sverige den 1 december 2023, distribuerad av Draken Film. Inför Guldbaggegalan 2024 nominerades 100 årstider till bästa film.

## Rollista (i urval)
- Giovanni Bucchieri – Giovanni
- Louise Peterhoff – Louise
- Karin Franz Körlof – Karin
- Stina Ekblad – Stina
- Gerhard Hoberstorfer – teaterdirektör
- Lia Boysen – Lia
- Karin Bertling –Anita
- Vera Ölme Peterhoff – Sasha
- David Lagerqvist – David